# Twarda waluta

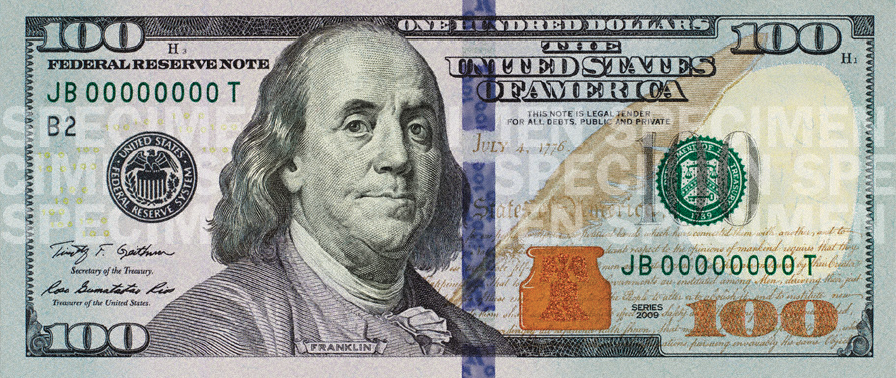
Twarda waluta (dolar amerykański)

Twarda waluta – termin stosowany w ekonomii, oznaczający silną walutę narodową, która nie jest skrępowana kontrolą oraz jest łatwo i wszędzie wymienialna na inne waluty. Są to np.: dolar amerykański, frank szwajcarski, funt brytyjski, euro.